# Montemor-o-Novo
Montemor-o-Novo is een stad en gemeente in het Portugese district Évora.
De gemeente heeft een totale oppervlakte van 1232 km² en telde 18.578 inwoners in 2001.

## Kernen
freguesias:
- Cabrela
- Ciborro
- Cortiçadas
- Foros de Vale de Figueira
- Lavre
- Nossa Senhora da Vila (Montemor-o-Novo)
- Nossa Senhora do Bispo (Montemor-o-Novo)
- Santiago do Escoural
- São Cristóvão
- Silveiras